# Cheektowaga, New York
Cheektowaga, New York (енгл. Cheektowaga) насељено је место без административног статуса у америчкој савезној држави Њујорк.

## Демографија
По попису из 2010. године број становника је 75.178, што је 4.81 (-6,0%) становника мање него 2000. године.
| Група             | 2000.          | 2010.          |
| Белци             | 74.968 (93,7%) | 64.288 (85,5%) |
| Афроамериканци    | 2.683 (3,4%)   | 6.881 (9,2%)   |
| Азијати           | 829 (1,0%)     | 1.252 (1,7%)   |
| Хиспаноамериканци | 793 (1,0%)     | 1.672 (2,2%)   |
| Укупно            | 79.988         | 75.178         |